# Torre del Reformador

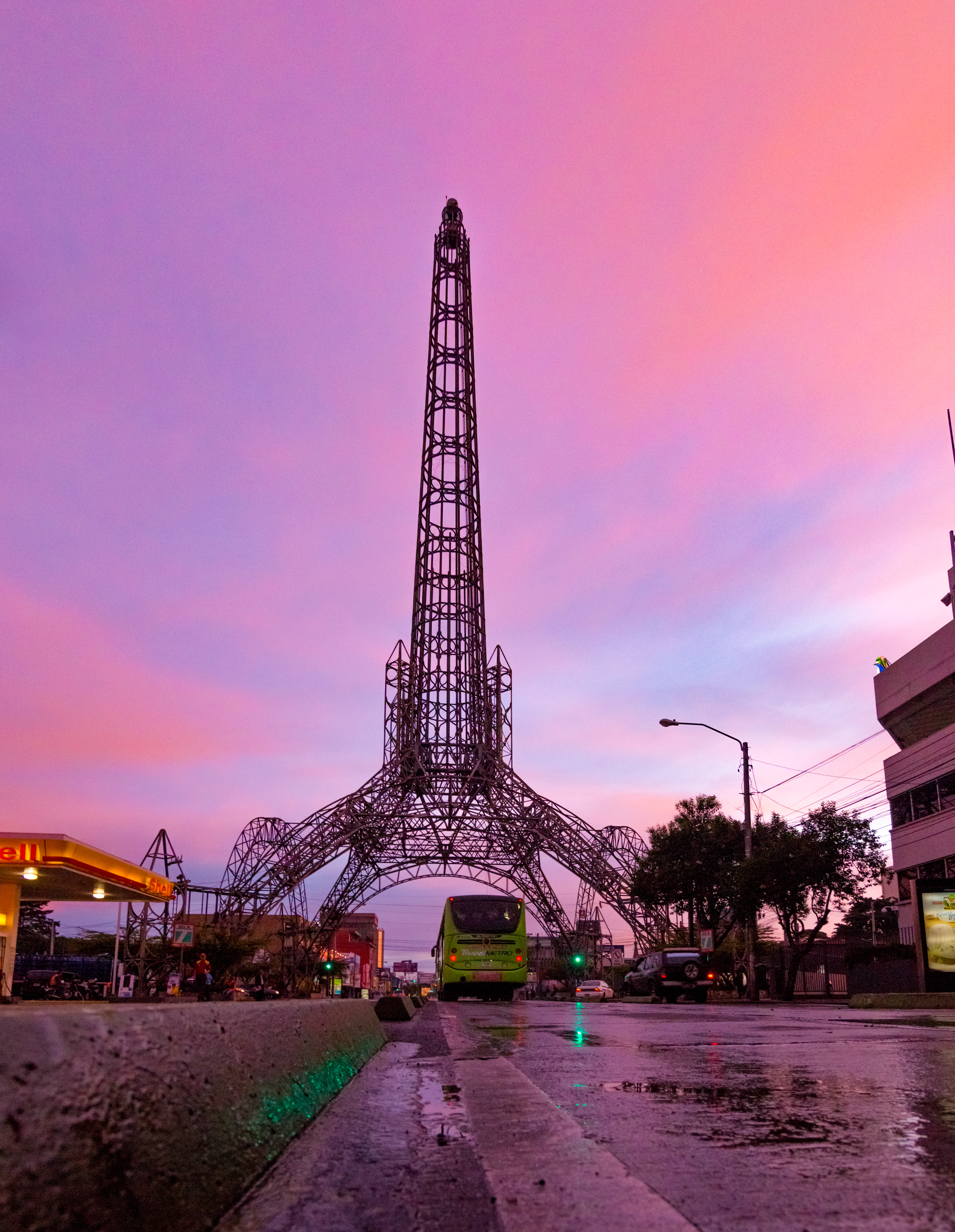
Torre del Reformador

De Torre del Reformador (Toren van de Hervormer) is een 75 meter hoge staalconstructie in Guatemala-Stad.
De toren werd in 1935 gebouwd ter ere van de honderdste verjaardag van de voormalige president Justo Rufino Barrios. Deze president had meerdere hervormingen doorgevoerd in het land. Het moest een replica van de Eiffeltoren voorstellen. De toren overspant een druk kruispunt in de stad. Oorspronkelijk hing er een luidklok in de spits. De klok was geschonken door de Belgische regering. In 1986 werd deze vervangen door een lichtbaken.